# Nemoria mutaticolor
Nemoria mutaticolor là một loài bướm đêm trong họ Geometridae.